# Chalé de Canido
El chalé de Canido es un edificio singular situado en el barrio de Canido en Ferrol (España). Fue proyectado y ejecutado entre 1921 y 1925 por Rodolfo Ucha para el industrial Juan Sixto Vázquez.

## Historia
Para Juan Sixto Vázquez, emigrante gallego nacido en O Seixo (Mugardos), que hizo fortuna en Cuba a finales del siglo XIX y fue propietario, junto a sus hermanos, de los grandes almacenes de La Habana «Fin de Siglo», había llegado el momento de regresar a su tierra. 
Así que, ante su idea de retornar a Ferrol, en 1921 le encargó a Rodolfo Ucha que, por entonces era 
arquitecto Municipal de Ferrol, el proyecto de una villa representativa de su éxito en los negocios en Ultramar que, sin embargo, no llegaría a habitar definitivamente.

## Descripción
Conocido como Chalé de Canido, se trata del más voluminoso edificio de vivienda unifamiliar proyectado por Rodolfo Ucha Piñeiro en Ferrol, con una torre que resulta el elemento más singular y llamativo del conjunto.
Es probable que el ecléctico diseño de esta casa de indiano, con cierto regusto regionalista pero sin una unidad de estilo entre sus diferentes elementos y en la que se advierte cierta desproporción de volúmenes, respondiese al capricho del propietario promotor de la obra, que hizo modificar varias veces los planos, influido por algunos diseños de moda del momento, mezclándolos todos. 
El principal elemento compositivo es una torre monumental de cuatro alturas con un remate de aspecto de pirámide truncada, con una mansarda abuhardillada y unos pináculos en cada esquina. A la torre se suman varios volúmenes anejos con galerías exteriores apoyadas bien sobre ménsulas de granito o sobre columnas de hierro fundido, cuya horizontalidad compensa tímidamente la prominente verticalidad del torreón. La superficie total edificada es de 740 m².
Cuenta también, con un jardín de 4 000 m² que llegó a estar poblado por todo tipo de especies vegetales exóticas, incluyendo las palmeras que recordaban al paisaje habanero. 
El edificio ha permanecido abandonado desde 2009, lo que le ha ocasionado un notable deterioro, perdiendo parte de la ornamentación de la fachada, la rotura de numerosos cristales y el robo de elementos decorativos en el interior. 
En 2017 fue adquirido por un grupo empresarial de Betanzos dedicado a la hostelería que proyecta su restauración total entre 2025 y 2026.